# Двоп'ятірковий десятковий код

Одне з можливих двоп'ятіркових кодів

Відображений двоп'ятірковий код

Двоп’ятірковий десятковий код[уточнити термін] — схема кодування чисел, яка використовується в багатьох рахівницях і в деяких перших комп’ютерах, як от Colossus . Код складається з двійкових і п’ятіркових станів. Використовується у рахівницях з чотирма намистинами, що позначають або від 0 до 4, або від 5 до 9, а ще одна намистина вказує на якийсь із цих діапазонів.
Кілька мов, наприклад фульфульде,  волоф, використовують такі системи. Наприклад, слово "фула" для 6, jowi e go'o, означає п'ять і один. Римські цифри основані на символічній, не позиційній, двоп’ятірковій системі, хоча обчислення у латинській мові  є десятковим.
Корейська система числення на пальцях використовує двоп’ятіркову систему, де кожен палець позначає одиницю, а великий — п’ятірку, що дозволяє рахувати від 0 до 99 двома руками.
Одна з переваг двоп’ятіркового кодування на цифрових комп’ютерах є в тому, що воно повинно мати 2 встановлені біти, один у двійковому полі, а інший у п’ятірковому, і, таким чином, існує вбудована «контрольна сума», щоб перевірити, чи число дійсне чи ні. 

## Приклади

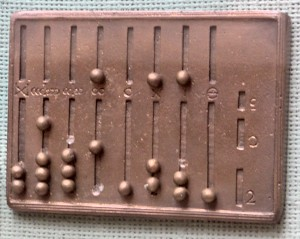
Римські рахівниці, копія

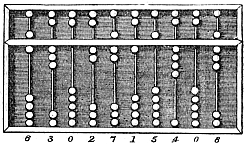
Суаньпань, число, зображене на малюнку: 6 302 715 408

Кілька різних представлень двоп'ятіркового кодованого десяткового числа використовувалися різними машинами. Компонент із двома станами кодується одним або двома бітами, а складник із п’ятьма станами кодується за допомогою трьох-п’яти бітів. Деякі приклади:
- римські рахівниці;
- релейні калькулятори Bell Labs, починаючи з Model II;
- релейні калькулятори FACOM 128 від Fujitsu;
- IBM 650 мав 7 бітів: два для двійкового компонента (0 5) і п’ять для п’ятирядного компонента (0 1 2 3 4) (на світлині є індикатори, їх - 16, кожен зі стовпчиком із п'яти, а два інших - з боків) [3];

| Значення | 05-01234 біти | IBM 650, панель |
| 0        | 10-10000      | IBM 650, панель |
| 1        | 10-01000      | IBM 650, панель |
| 2        | 10-00100      | IBM 650, панель |
| 3        | 10-00010      | IBM 650, панель |
| 4        | 10-00001      | IBM 650, панель |
| 5        | 01-10000      | IBM 650, панель |
| 6        | 01-01000      | IBM 650, панель |
| 7        | 01-00100      | IBM 650, панель |
| 8        | 01-00010      | IBM 650, панель |
| 9        | 01-00001      | IBM 650, панель |

- Remington Rand 409, один п'ятірковий біт для кожного з 1, 3, 5 і 7, лише один з них буде увімкнений, п'ятий біт представляв 9, якщо жоден з інших не був увімкнений (виготовлявся у двох моделях UNIVAC 60 і UNIVAC 120) [4];

| Значення | 1357-9 біти |
| 0        | 0000-0      |
| 1        | 1000-0      |
| 2        | 1000-1      |
| 3        | 0100-0      |
| 4        | 0100-1      |
| 5        | 0010-0      |
| 6        | 0010-1      |
| 7        | 0001-0      |
| 8        | 0001-1      |
| 9        | 0000-1      |

- UNIVAC Solid State, три бінарно-кодовані п'ятірні біти: 4 2 1  і один біт перевірки парности;

| Значення | p-5-421 біти |
| 0        | 1-0-000      |
| 1        | 0-0-001      |
| 2        | 0-0-010      |
| 3        | 1-0-011      |
| 4        | 0-0-100      |
| 5        | 0-1-000      |
| 6        | 1-1-001      |
| 7        | 1-1-010      |
| 8        | 0-1-011      |
| 9        | 1-1-100      |

- UNIVAC LARC, три п'ятіркові біти, кодовані лічильником Джонсона, і один біт перевірки парности.

| Значення | p-5-qqq біти |
| 0        | 1-0-000      |
| 1        | 0-0-001      |
| 2        | 1-0-011      |
| 3        | 0-0-111      |
| 4        | 1-0-110      |
| 5        | 0-1-000      |
| 6        | 1-1-001      |
| 7        | 0-1-011      |
| 8        | 1-1-111      |
| 9        | 0-1-110      |